# Kópavogur
Kópavogur (phát âm tiếng Iceland: [ˈkʰoːupavɔɣʏr̥]) là thành phố của Iceland. Với số dân 29.795 người (năm 2008), Kópavogur là thành phố đông dân thứ nhì ở Iceland. Thành phố nằm ngay phía tây nam thủ đô Reykjavík và thuộc vùng đô thị Greater Reykjavík Area.

## Lịch sử
Khi người Na Uy Ingolfur Arnason là người đầu tiên tới định cư ở Reykjavík năm 874, dường như ông ta cũng có lập nơi cư ngụ ở Kópavogur.
Kópavogur là nơi diễn ra sự kiện lịch sử vào năm 1662, khi giám mục Brynjólfur Sveinsson và lögmaður Árni Oddsson, nhân danh nhân dân Iceland ký tên vào 1 tài liệu xác nhận vương quyền tuyệt đối của Đan Mạch trên Iceland.
Năm 1703, Kópavogur chỉ có 6 ngôi nhà lớn với 45 cư dân. Từ khoảng năm 1930 khu vực này được dùng để xây các nhà nghỉ. Trước năm 1935, khu vực này chỉ còn 3 ngôi nhà lớn là Kopavogur, Digranes và Fifuhammur với khoảng 25 cư dân. Sau đó, các dân ở các vùng hẻo lánh tập trung về đây rất đông và thành phố được chính thức thành lập từ năm 1955, trở thành thành phố lớn thứ nhì, sau thủ đô Reykjavík.

## Thành phố kết nghĩa
Kópavogur kết nghĩa với:
- Ammassalik, Greenland
- Klaksvík, Quần đảo Faroe
- Mariehamn, Quần đảo Åland, Phần Lan
- Norrköping, Thụy Điển
- Odense, Đan Mạch
- Tampere, Phần Lan
- Trondheim, Na Uy
- Vũ Hán, Trung Quốc